# Lidia Tlałka
Lidia Tlałka, po mężu Doroszko (ur. 10 października 1972) – polska lekkoatletka, specjalizująca się w skoku w dal, medalistka mistrzostw Polski.

## Kariera sportowa
Była zawodniczką MKS Tempo Kęty i AZS-AWF Katowice.
Na mistrzostwach Polski seniorek na otwartym stadionie zdobyła dwa medale: srebrny w sztafecie 4 x 100 metrów w 1996 i brązowy w skoku w dal w 1992. W halowych mistrzostwach Polski seniorek wywalczyła jeden medal: brązowy w skoku w dal w 1992. 
Rekord życiowy w skoku w dal: 6,31 (24.07.1992).